# Mikołaj Holc
Mikołaj Holc (ur. 27 lipca 1907 w Kotlaczowie na Żytomierszczyźnie, zm. 10 marca lub 2 kwietnia 1944 w Nowosiółkach) – jeden z męczenników chełmskich i podlaskich, kapłan prawosławny.
Pochodził z rodziny urzędniczej o mieszanym polsko-niemieckim pochodzeniu (swoje nazwisko zapisywał Holc, Holz lub Golec), jednak wielokrotnie deklarował swoje przywiązanie do polskości. W latach 1931–1935 przebywał na studiach teologicznych w Bułgarii, w czasie których ożenił się z Iroidą Glazer. Następnie przyjął święcenia kapłańskie i został duchownym nieetatowym w miejscowości Obsza pow. Biłgoraj (1935–1937).
Od 1937 pracował w Długoszyjach pow. Dubno, następnie w Kohylnie pow. Włodzimierz Wołyński i samym Włodzimierzu Wołyńskim, gdzie był wikariuszem parafii soborowej. Po wybuchu II wojny światowej objął parafię w Nowosiółkach, gdzie 10 marca lub 2 kwietnia 1944 został zamordowany przez polski oddział partyzancki. Według relacji świadków został przemocą wyprowadzony poza wieś i poddany torturom. Zmarł z upływu krwi lub od postrzału. Według innej wersji wydarzeń kapłan został poproszony o ochrzczenie nowo narodzonego dziecka w jego rodzinnym domu, a gdy wracał do Nowosiółek, został uprowadzony i zamordowany po torturach. Zdarzenie to miało mieć miejsce po 10 marca 1944 – po zniszczeniu przez oddziały Armii Krajowej i Batalionów Chłopskich Łaskowa, Szychowic i Sahrynia (podczas pacyfikacji zginęło kilkuset miejscowych Ukraińców wyznania prawosławnego). Ks. Holc miał po tym napadzie, razem z miejscowym księdzem katolickim, zorganizować kilka spotkań z mieszkańcami, w czasie których apelował do ludności różnych wyznań i narodowości o życie w zgodzie.
Następnego dnia został pochowany na miejscu, gdzie znajdowała się wcześniej cerkiew zniszczona w czasie akcji rewindykacji cerkwi w 1938.
W 2003 został kanonizowany przez Polski Autokefaliczny Kościół Prawosławny.